# Gagea glacialis
Gagea glacialis là một loài thực vật có hoa trong họ Liliaceae. Loài này được K.Koch miêu tả khoa học đầu tiên năm 1849.